# Dècada del 920 aC
La dècada del 920 aC comprèn el període que va des de l'1 de gener del 929 aC fins al 31 de desembre del 920 aC.

## Esdeveniments
- 928 aC - Després de la mort del rei Salomó, el regne d'Israel es va dividir.  Jeroboam va governar el regne d'Israel,[1] i Roboam el regne de Judà.[2][3]
- 925 aC - Conquesta militar de Caanan per Sheshonq I, faraó d'Egipte.[4]
- 922 aC - Osorkon I succeeix el seu pare com a monarca d'Egipte.[5][6]
- 922 aC - Forbas, arcont d'Atenes, mor després de trenta anys de govern i és succeït pel seu fill Mègacles.[7]

## Personatges destacats
- Rei Salomó
- Jeroboam
- Roboam
- Sheshonq I
- Osorkon I